# Il passo del gigante
Il passo del gigante è il quarto album del gruppo Napoli Centrale, pubblicato come James Senese N.C. dalla Tobacco Records nel 1984.

## Tracce

### LP
Lato A
1. I Feel for Everybody – 4:25 (Giuseppe Lanzetta, James Senese)
2. America che d'è – 4:15 (Giuseppe Lanzetta, James Senese)
3. Onaim – 3:32 (James Senese)
4. Blues attuorno a me – 7:05 (Giuseppe Lanzetta, James Senese)

Lato B
1. White Label - Black Label – 3:25 (Giuseppe Lanzetta, James Senese)
2. Nanà – 4:12 (James Senese)
3. Niente resta cchiù – 4:35 (James Senese)
4. Tango negro – 2:38 (James Senese)
5. Aguardiente II – 5:28 (James Senese)

## Musicisti
- James Senese - sassofono, voce, coro
- Massimiliano Di Carlo - chitarra
- Roberto Masala - tastiere
- Rino Calabritto - basso
- Agostino Marangolo - batteria
- Urubi Nacoka - percussioni
- Baiefh Abhel - bendir

Note aggiuntive
- James Senese, Totò Iacobone - produttori
- Registrazioni effettuate al 5A Recording Studio di Roma
- Marco Covaccioli - ingegnere del suono
- Giuseppe Lanzetta, James Senese e Marco Covaccioli - mixaggio
- Ippolito Baly - foto copertina album originale
- G. Domenico Acampora - foto interno copertina album originale
- Carlo Magnatti - grafica etichetta[1]